# العلاقات البالاوية الكوستاريكية
العلاقات البالاوية الكوستاريكية هي العلاقات الثنائية التي تجمع بين بالاو وكوستاريكا.

## مقارنة بين البلدين
هذه مقارنة عامة ومرجعية للدولتين:
| وجه المقارنة                                              | بالاو                         | كوستاريكا                                 |
| --------------------------------------------------------- | ----------------------------- | ----------------------------------------- |
| المساحة (كم2)                                             | 465                           | 51.10 ألف                                 |
| عدد السكان (نسمة)                                         | 21.73 ألف                     | 4.91 مليون                                |
| الكثافة السكانية (ن./كم²)                                 | 4.67 ألف                      | 96.09                                     |
| العاصمة                                                   | نغيرولمود، كورور              | سان خوسيه                                 |
| اللغة الرسمية                                             | لغة إنجليزية، اللغة البالاوية | اللغة الإسبانية                           |
| العملة                                                    | دولار أمريكي                  | كولون كوستاريكي                           |
| الناتج المحلي الإجمالي (بليون دولار)                      | 291.54 مليون                  | 57.06 مليار                               |
| الناتج المحلي الإجمالي (تعادل القوة الشرائية) بليون دولار | 326.12 مليون                  | 74.98 مليار                               |
| الناتج المحلي الإجمالي الاسمي للفرد دولار أمريكي          | 13.50 ألف                     | 11.26 ألف                                 |
| الناتج المحلي الإجمالي للفرد دولار أمريكي                 | 14.76 ألف                     | 14.92 ألف                                 |
| مؤشر التنمية البشرية                                      | 0.780                         | 0.766                                     |
| رمز المكالمات الدولي                                      | +680                          | +506                                      |
| رمز الإنترنت                                              | .pw                           | .cr، قائمة نطاقات المستوى الأعلى للإنترنت |
| المنطقة الزمنية                                           | ت ع م+09:00                   | 00                                        |

## منظمات دولية مشتركة
يشترك البلدان في عضوية مجموعة من المنظمات الدولية، منها:
| علم المنظمة | اسم المنظمة                        | تاريخ انضمام بالاو | تاريخ انضمام كوستاريكا |
| ----------- | ---------------------------------- | ------------------ | ---------------------- |
|             | مؤسسة التنمية الدولية              | 16 ديسمبر 1997     | 30 يونيو 1961          |
|             | الأمم المتحدة                      | 15 ديسمبر 1994     | 2 نوفمبر 1945          |
|             | منظمة حظر الأسلحة الكيميائية       | ?                  | ?                      |
|             | مؤسسة التمويل الدولية              | 16 ديسمبر 1997     | 20 يوليو 1956          |
|             | وكالة ضمان الاستثمار متعدد الأطراف | 16 ديسمبر 1997     | 8 فبراير 1994          |
|             | يونسكو                             | 20 سبتمبر 1999     | 19 مايو 1950           |
|             | البنك الدولي للإنشاء والتعمير      | 16 ديسمبر 1997     | 8 يناير 1946           |

## وصلات خارجية
- موقع وزارة الخارجية الكوستاريكية